# Danielle Bleitrach
Danielle Bleitrach (née en 1938) est une universitaire, sociologue, journaliste, essayiste et romancière française. Elle a publié, principalement en collaboration, divers ouvrages sur la classe ouvrière, le mouvement ouvrier, l'urbanisation, l'Amérique latine, le nazisme. 
De 1981 à 1996, elle a été membre du comité central du Parti communiste français puis du comité national de ce parti. Elle a été rédactrice en chef adjointe de l'hebdomadaire communiste Révolution et a collaboré aux revues La Pensée, Les Temps modernes et Le Monde diplomatique.

## Biographie

### Jeunesse et études
Danielle Bleitrach est née en 1938 dans une famille juive. Sa petite enfance est, selon ses mots, « marquée par la peur, la fuite devant le nazisme ». En septembre 1943, réfugiée avec sa famille à Cannes pendant l'Occupation, elle échappe de peu à une rafle opérée par la Gestapo au Palace Bellevue où sont logés des réfugiés. 
Après des études secondaires à Marseille dans les années 1950, elle est étudiante au centre universitaire d'Aix-en-Provence dans la décennie suivante. Elle décroche une licence d'histoire suivie en 1966 d'un diplôme d'études supérieures. Le titre de son mémoire est « Étude iconographique du prieuré de Saint-Paul-de-Mausole et de l'abbaye de Montmajour. Essai d'analyse des mentalités religieuses à travers la sculpture médiévale ». La Revue d'histoire de l'Église de France, en 1967, porte l'appréciation suivante : « Ce ne sont, certes, pas des cloîtres peu connus qui ont été choisis dans ce travail puisqu'il s'agit de ceux de Montmajour et de Saint-Paul de Malosse. Mais la description des cloîtres et des chapiteaux est bien faite et l'essai d'études des mentalités intéressant. ». 
Après un premier et bref mariage, qui se termine par un divorce, elle vit avec Pascal Fieschi, de trente ans son aîné, responsable du PCF et syndicaliste de la CGT à Aix-en-Provence, ainsi qu'ancien déporté à Dachau, qu'elle a rencontré en 1958,. Il meurt en septembre 1986. Ils ont un fils ensemble, Jean-Léo Fieschi, qui mourra en 2013.

### Carrière universitaire
Sa thèse de 3e cycle en sociologie urbaine, soutenue en 1972 au Centre d'Aix de l'Université de Provence, avait pour titre Structure sociale et organisation urbaine : les élus locaux et les actions régionales d'aménagement.
En 1972-73 et 1973-74, elle a dispensé des cours sur la « sociologie de l'État » à l'Institut d'études politiques de Grenoble.
Danielle Bleitrach a fait partie de ce que l'on appelle l'école française de sociologie urbaine d'inspiration marxiste. Elle était rattachée au Laboratoire de sociologie industrielle du département de sociologie et d'ethnologie de l'Université de Provence.
Elle a été maître-assistante puis maître de conférence à l'Université de Provence. 
Elle a également été membre du Comité national du Centre national de la recherche scientifique.

### Carrière politique
Danielle Bleitrach déclare avoir adhéré au Parti communiste français à l'âge de 15 ans.
Elle a été membre du Comité central du PCF, puis du Comité national de ce parti de 1981 à 1996, date à laquelle elle démissionne pensant que les conditions d'une participation gouvernementale n'étaient pas réunies. En 2003, elle quitte finalement le PCF, tout en se considérant encore comme communiste et dès lors « refuse toute adhésion y compris syndicale ou associative ». Cependant, en janvier 2016, elle décide de ré-adhérer au PCF. Elle le quitte de nouveau au début de l'année 2020.

### Carrière journalistique
Elle a également été rédactrice en chef adjointe de l'hebdomadaire du parti communiste destiné aux intellectuels, Révolution. À ce titre, ses articles sont nombreux et se caractérisent par un esprit polémique mais aussi des observations sur le terrain et la présentation de positionnements théoriques. C'est une tentative de lier sociologie et intervention journalistique. Elle affirme toujours que le militantisme, la pratique de vulgarisation autant que l'intervention action font partie intégrante des sciences dites humaines ou sociales.

### Domaines de recherche et intérêts
Danielle Bleitrach a co-rédigé plusieurs ouvrages de sociologie sur la classe ouvrière et l'urbain, en particulier :
- L'usine et la vie : luttes régionales, Marseille et Fos, avec Alain Chenu, Maspero éditeur, 1979 :

- Classe ouvrière et social démocratie : Lille et Marseille, avec Jean Lojkine, Ernst Oary (Alain Chenu), Christian Delacroix et Alain Maheu, Éditions sociales, 1981 :

- Défaite ouvrière et exclusion, avec Mustapha El Miri, L'Harmattan, 2000 :

Au début des années 2000, elle crée le blog Changement de Société, qu'elle anime jusqu'à l'été 2010, où elle en laisse la responsabilité à Marc Harpon. En 2011, elle crée un blog personnel, Histoire et Société,, dans lequel elle collabore avec Marianne Dunlop. C'est un blog de référence où on trouve de nombreuses traductions du russe, de l'espagnol et de l'anglais sur la géopolitique et les transformations de l'hégémonie mondiale, le passage de la domination des Etats-Unis à un monde multipolaire.
En juillet 2019, elle écrit ses mémoires.

### L'essayiste, la romancière
Elle a également écrit un essai sur les intellectuels (Music hall des âmes nobles), un livre de souvenirs sur son mari (Un bouquet d'orties), et deux romans (L'infortune de Gaspard et Les enfants du mauvais temps).

## Liste de publications
Danielle Bleitrach fait partie des 378 chercheurs en sciences sociales et humaines répertoriés avec leurs principales publications respectives dans le Recueil bibliographique en sciences humaines et sociales de Serigne Magaye Cissé (2013).

### Livres et chapitres de livres
- avec Alain Chenu et Paul Bouffartigue, Production et consommation dans la structuration des pratiques de déplacement : les modes de vie des ouvriers dans les zones industrielles de Fos et de Vitrolles, Centre de recherche d'économie des transports, Université d'Aix-Marseille, 1977, 370 p.
- avec Alain Chenu, L'usine et la vie : luttes régionales : Marseille et Fos, Paris, François Maspéro, collection « Luttes sociales », 1979, 217 p.
- avec Jean Lojkine, Ernest Oary, Roland Delacroix, Christian Mahieu, Classe ouvrière et social-démocratie : Lille et Marseille, collection « Problèmes », Paris, Éditions sociales, 1981, 329 p.
- avec Dominique Bari, Pierre Durand, Anne Etchégarray, et alii, Aujourd'hui les femmes, présentation de Gisèle Moreau, Paris, Éditions sociales, 1981, 233 p.
- avec Gaston Plissonnier, Une vie pour lutter : entretiens avec Danielle Bleitrach, Paris, Éditions sociales, 1984, 223 p.
- Le Music-hall des âmes nobles : essai sur les intellectuels, Paris, Éditions sociales, 1984, 190 p. (essai)
- Un bouquet d'orties, Paris, Messidor, 1990, 212 p. (livre de souvenirs)
- Les infortunes de Gaspard, Paris, Messidor, 1991, 260 p. (roman)
- Les enfants du mauvais temps, Paris, Scandéditions, 1993, 420 p. (roman)
- avec Mustapha El Miri, Défaite ouvrière et exclusion, L'Harmattan, 2000, 220 p.
- avec Viktor Dedaj, Cuba est une île, avec la participation de Jacques-François Bonaldi, Éditions Le Temps des cerises, 2004, 272 p. (traduit en espagnol en 2005 par Maira Góngora Ricardo et publié sous le titre Cuba es una isla par Ediciones De Intervención Cultural en 2005)
- avec Viktor Dedaj and Maxime Vivas, Les États-Unis de Mal Empire, ces leçons de résistance qui nous viennent du Sud, Éditions Aden, 2005, 285 p. (traduit en espagnol en 2007 by Aurora Fibla Madrigal and publié sous le titre Estados Unidos o el imperio de mal en peor aux éditions José Martí, La Havane, en 2006)
- avec Jacques-François Bonaldi, Cuba, Fidel et le Che, ou l’aventure du socialisme, Éditions Le Temps des cerises, 2008, 457 p.
- avec Maryse Marpsat, Pierre Concialdi, Catherine Delcroix, Maryse Esterle-Hedibel, Liane Mozère, Sociologie de la pauvreté, General Books LLC, 2010, 34 p.
- avec Richard Gehrke, Nicole Amphoux and Julien Rebel, Bertolt Brecht et Fritz Lang. Le nazisme n’a jamais été éradiqué, La Madeleine, LettMotif, 2015, 410 p. (essai)
- avec Marianne Dunlop, URSS vingt ans après : retour de l'Ukraine en guerre, Éditions Delga, 2015, 241 p. (traduit en espéranto sous le titre USSR Dudek Jarojn Poste: Reveno El Ukrainujo En Milito, Bouquinette Callicephale, 2016, 242 p.)
- Avec Marianne Dunlop, "1917-2017 Staline, Tyran Sanguinaire ou Héros National ?" Éditions Delga, 2017, 191 p.
- Le temps retrouvé d'une communiste. Mémoires, Éditions Delga, 2019, 327 p.
- Quand la France s’éveillera à la Chine. La longue marche vers un monde multipolaire. Éditions Delga, 2025, 340 p. Ouvrage collectif, avec Marianne Dunlop, Jean Jullien et Franck Marsal.

### Articles de revues
- avec Alain Chenu, 
  - « Le rôle idéologique des actions régionales d'aménagement du territoire. L'exemple de l'aire métropolitaine marseillaise », in Espaces et Sociétés, 1971, N. 4, pp. 43–55
  - « Aménagement : régulation ou aggravation des contradictions sociales ? », in Aménagement du territoire et développement régional, Grenoble, Documentation française, 1974, vol. 7, pp. 185–214
  - « Les notables et les technocrates », in Cahiers internationaux de sociologie, vol. LXI, 1974, pp. 159–175
  - « L'aménagement : régulation ou approfondissement des contradictions sociales? Un exemple: Fos-Sur-Mer et l'aire métropolitaine marseillaise », in Environment and Planning A, juin 1975, vol. 7, N. 4, pp. 367–391 (résumé)
  - « Modes of domination and everyday life: some notes on recent research », in City, Class and Capital, 1981, pp. 105–114 (traduction en anglais d'une communication à un colloque intitulée Vie quotidienne et modes d'hégémonie, voir  section « Communications à des colloques » infra)
  - « Le travail intellectuel dans la production », in La Pensée (Paris), N. 240, juillet-août 1984
- L'aveu d'Heiner Müller. Entretien avec Maurice Taszman, in Révolution, N. 689, 13, mai 1993, pp. 20–21
- avec Sophie Bava, « Islam et pouvoir au Sénégal – Les Mourides entre utopie et capitalisme », in Le monde diplomatique, Paris, Karthala, novembre 1995, p. 21
- « Région métropolitaine et appareils hégémoniques locaux », in Espaces et Sociétés, mars-juin 1977, pp. 5–14
- « Des changements à prendre en considération », in Cahiers du communisme, février 1980
- « Jdanov a-t-il changé de camp ? », in La Pensée (Paris), N. 237, janvier 1984, pp. 125–126
- « Le zapatisme est-il un anti-léninisme ? », in Les Temps modernes, N. 590, octobre-novembre 1996, pp. 1-35
- « Autour du manifeste » [de Karl Marx], in La Pensée (Paris), N. 313, 1998, pp. 5–88

### Communications à des colloques
- avec Alain Chenu, « Vie quotidienne et modes d'hégémonie », 9th world congress of sociology, Uppsala University, Sweden, August 14–19, 1978, 16 p.

### Comptes rendus des publications de l'auteur
- in Les Annales de la recherche urbaine, 1978, vol. 1, N. 1, pp. 80-89, Elizabeth Campagnac consacre tout un paragraphe (p. 84) de son article « Mobilité et transformation des modes de vie ouvriers » à sa dette à l'égard des recherches de Danielle Bleitrach et d'Alain Chenu sur les trois principaux types d'ouvriers rencontrés dans un certain nombre d'entreprises de la région de Marseille
- in Revue d'économie industrielle, 1979, vol. 8, N. 1, pp. 124–129, quelques notes (pp. 128–129) d'A. Dahmani, M. Villard and B. Loustalet, in « Sur quelques ouvrages relatifs à la sidérurgie [note bibliographique] », à propos de D. Bleitrach, A. Chenu, « Aménagement : régulation ou aggravation des contradictions sociales ? » in Aménagement du territoire et développement régional, vol. 7, Grenoble, Documentation française, pp. 186–214
- in Annales. Économies, Sociétés, Civilisations, 1984, vol. 39, N. 4, pp. 724–725, compte rendu, par Madeleine Rebérioux, de Danielle Bleitrach et alii, Classe ouvrière et social-démocratie : Lille et Marseille, Paris, Éditions sociales, 1981, 330 p.
- in Le Mouvement social : bulletin trimestriel de l'Institut français d'histoire sociale, avril-juin 1982, N. 119, pp. 144-146, compte rendu, par Alain Bergougnoux, de Danielle Bleitrach et alii, Classe ouvrière et social-démocratie : Lille et Marseille, Paris, Éditions sociales, 1981, 330 p.
- in La Pensée, N. 240, juillet-août 1984, pp. 125–126, compte rendu, par Bernard Michaux, de Danielle Bleitrach, Le Music-hall des âmes nobles : essai sur les intellectuels, Paris, Messidor / Éditions sociales, 1984, 190 p.
- in La Voix du Nord, 11 mai 2015, compte rendu journalistique, par Nicolas André, de Marianne Dunlop and Danielle Bleitrach, URSS, vingt ans après, retour de l’Ukraine en guerre, Éditions Delga, 2015